# Rejowiec Fabryczny (gmina)
Pour les articles homonymes, voir Rejowiec Fabryczny (homonymie).
Rejowiec Fabryczny est une gmina rurale (gmina wiejska) du powiat de Chełm, dans la Voïvodie de Lublin, dans l'est de la Pologne.
Son siège administratif (chef-lieu) est la ville de Rejowiec Fabryczny, bien qu'elle ne fasse pas partie du territoire de la gmina, qui se situe à environ 103 kilomètres au sud de Lublin (capitale de la voïvodie).
La gmina couvre une superficie de 87,51 km2 pour une population de 4 657 habitants en 2006.

## Histoire
De 1975 à 1998, la gmina est attachée administrativement à la voïvodie de Chełm.

Depuis 1999, elle fait partie de la voïvodie de Lublin.

## Géographie
Outre la ville de Rejowiec Fabryczny, la gmina inclut les villages et localités de :

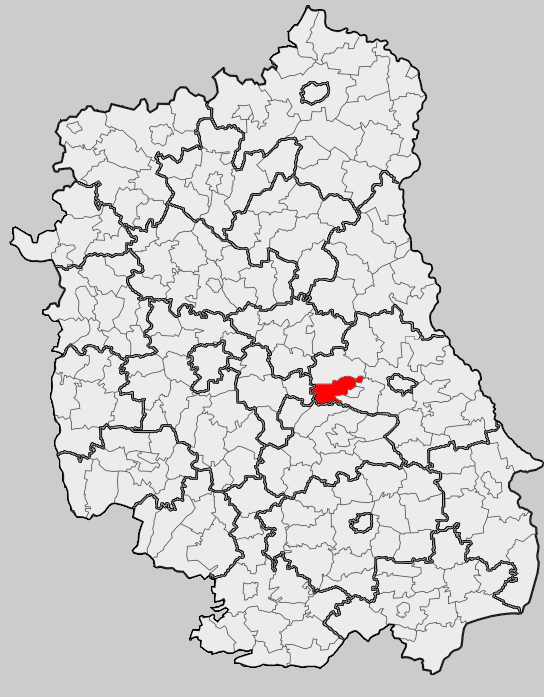
Position de la gmina dans la voïvodie

- Gołąb
- Józefin
- Kanie-Stacja
- Krasne
- Krzywowola
- Leszczanka
- Liszno
- Liszno-Kolonia
- Pawłów
- Toruń
- Wólka Kańska
- Wólka Kańska-Kolonia
- Zalesie Kańskie
- Zalesie Krasieńskie

### Gminy voisines
La gmina de Rejowiec Fabryczny est voisine de:

la ville de:
- Rejowiec Fabryczny

et des gminy suivantes :
- Łopiennik Górny
- Rejowiec
- Siedliszcze
- Trawniki

## Structure du terrain
D'après les données de 2002, la superficie de la commune de Rejowiec Fabryczny est de 87,51 kilomètres carrés, répartis comme telle :
- terres agricoles : 62%
- forêts : 21%

La commune représente 4,92% de la superficie du powiat.

## Démographie
Données du 30 juin 2004:
| Description        | Total  | Total | Femmes | Femmes | Hommes | Hommes |
| ------------------ | ------ | ----- | ------ | ------ | ------ | ------ |
| Unité              | Nombre | %     | Nombre | %      | Nombre | %      |
| Population         | 4 635  | 100   | 2 445  | 52,8   | 2 190  | 47,2   |
| Densité (hab./km²) | 53     | 53    | 27,9   | 27,9   | 25     | 25     |